# Charles River Reservation Parkways
Die Charles River Reservation Parkways sind eine Gruppe von Parkways entlang der Ufer des Charles River im östlichen Bereich des Bundesstaats Massachusetts der Vereinigten Staaten. Die Straßen gehören zu den Schutzgebieten Charles River Reservation und Upper Charles River Reservation und verlaufen über das Gebiet mehrerer Städte und Gemeinden in der Metropolregion Greater Boston. Das Straßensystem wird vom Department of Conservation and Recreation (DCR) verwaltet und ist Teil des Metropolitan Park System of Greater Boston.
Die Parkways erstrecken sich vom Charles River Dam, wo der Charles River in den Boston Harbor mündet, bis zum Riverdale Park im Bostoner Stadtteil West Roxbury. Die meisten der Straßen wurden als Gesamtheit in das National Register of Historic Places aufgenommen, jedoch sind der Storrow Drive und der Memorial Drive bereits Teil des Charles River Basin Historic District und wurden daher von einer doppelten Aufnahme ausgeschlossen.
Auf der anderen Seite erstrecken sich die Straßen vom Harvard Square bis nach Newton Upper Falls. Die Straßen entlang der Flussufer wurden zu Beginn des 20. Jahrhunderts ausgebaut, um einen durchgängigen Weg durch den Park zu ermöglichen.

## Östlicher Teilabschnitt

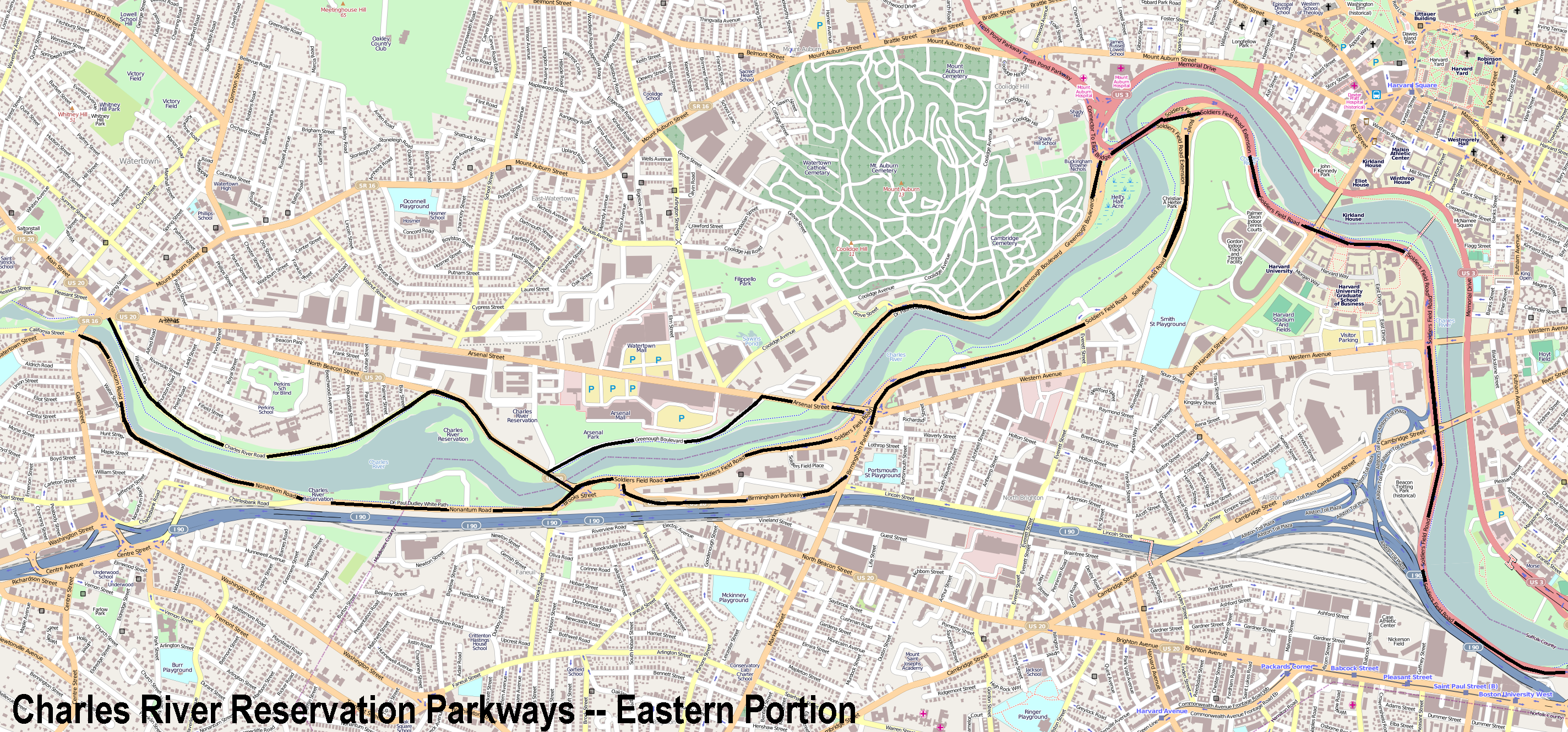
Östlicher Teilabschnitt

Der östliche Teilabschnitt der Parkways befindet sich auf dem Gebiet der Charles River Reservation und erstreckt sich vom Harvard Square bis in die Nähe des Watertown Square in Watertown und Newton. Im Einzelnen handelt es sich dabei um die folgenden Straßen:
- Western Avenue/Arsenal Street, ein kurzes Stück zwischen der Soldiers Field Road und dem Greenough Boulevard
- Charles River Road am Nordufer in Watertown
- Greenough Boulevard am Nordufer vom Ende des Memorial Drive in Cambridge bis zur Arsenal Street in Watertown
- Leo Birmingham Parkway, ein kurzes Stück weiter vom Ufer entfernt, das an beiden Enden in die Soldiers Field Road mündet
- Nonantum Road am Südufer vom Ende der Soldiers Field Road bis nach Newton hinein
- North Beacon Street, ein kurzes Stück zwischen dem Greenough Boulevard und der Charles River Road
- Soldiers Field Road vom Ende des Storrow Drive durch Allston und Brighton bis zur North Beacon Street Bridge, wo sie auf die Nonantum Road trifft

## Westlicher Teilabschnitt

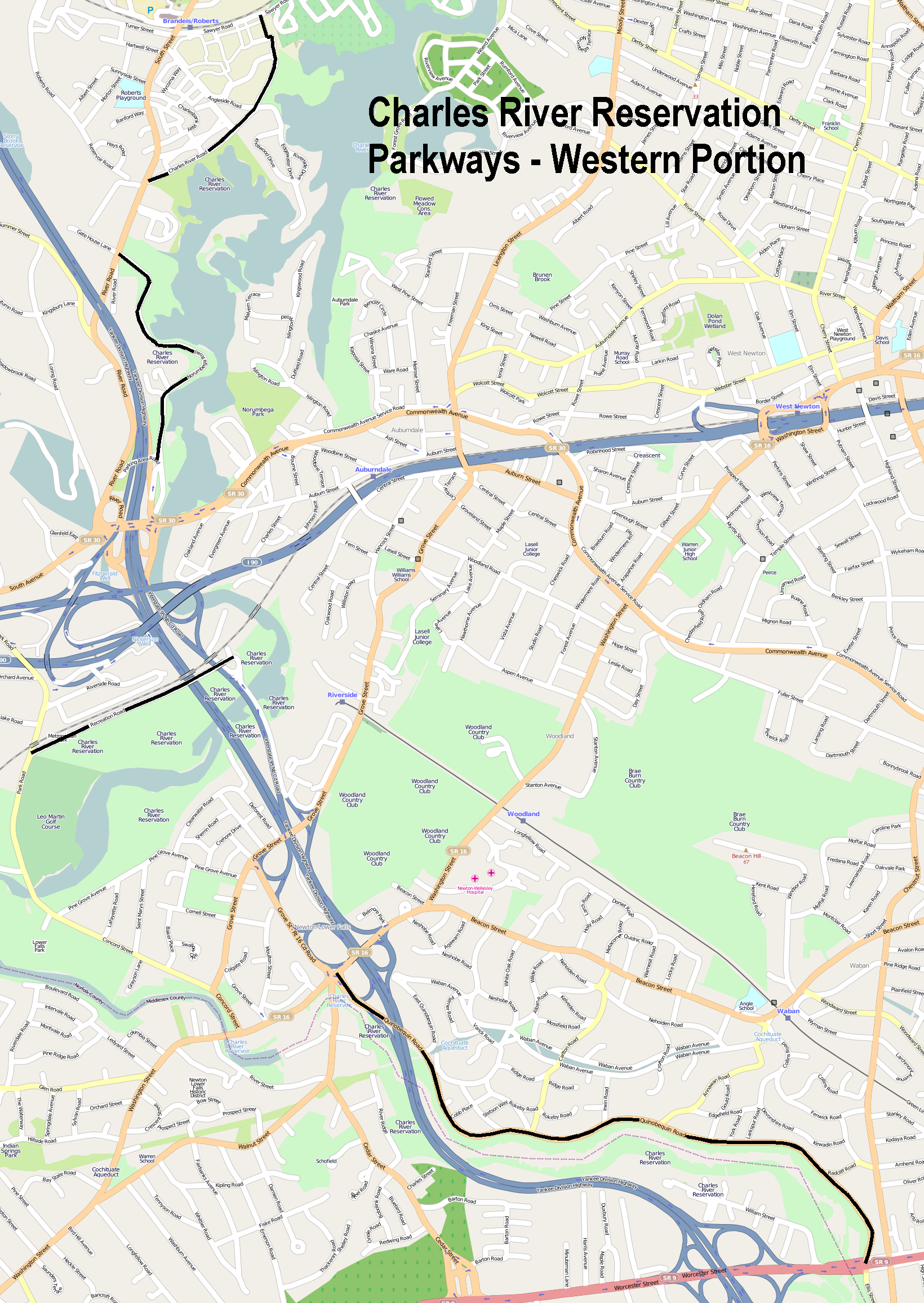
Westlicher Teilabschnitt

Der westliche Teilabschnitt liegt im Schutzgebiet Upper Charles River Reservation und umfasst mehrere, nicht zusammenhängende Segmente in Waltham, Weston und Newton. Der Abschnitt des Flusses liegt zwischen der Sawyer Road in Waltham und der Massachusetts Route 9 in der Nähe der Kreuzung zur I-95. Bei den einzelnen Straßen handelt es sich um:
- Charles River Road zwischen der Sawyer Road und der South Street in Waltham
- Norumbega Road zwischen der South Street und der Massachusetts Route 30 in Waltham
- Quinobequin Road zwischen der Massachusetts Route 16 und Route 9 in Newton
- Recreation Road zwischen der I-95 und der Park Street in Weston